# Cyrtinus sandersoni
Cyrtinus sandersoni là một loài bọ cánh cứng trong họ Cerambycidae.